# Плаксін Євген Фролович
Євге́н Фролóвич Плаксі́н (нар. 20 березня 1945, Бардорф, Німеччина — пом.12 жовтня 2020, Харків, Україна) — український актор театру. Заслужений артист України.

## Життєпис

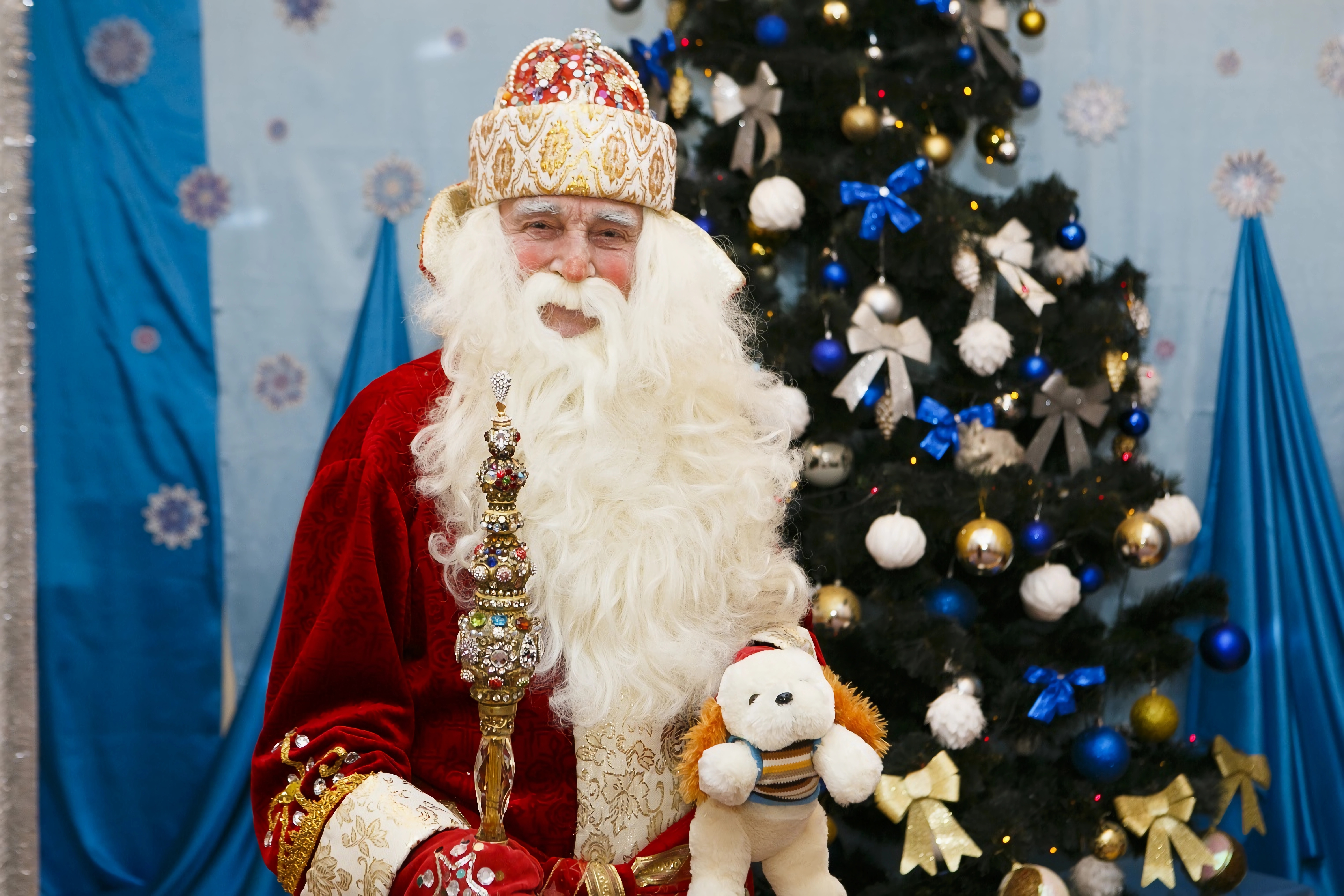
Головний Дід мороз Харкова (1962—2020) Євген Фролович Плаксін

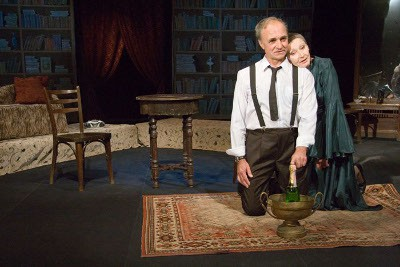
Заслужена артистка України Світлана Соловйова і Заслужений артист України Євгеній Плаксін. Прем'єра вистави «Осінні квіти» реж. — О. Балабан 5 липня 2007 року.

Євген Фролович народився 20 березня 1945 року в німецькому містечку Бардорф, де в роки війни зустрілися його батьки, вивезені з окупованої території України на роботу до Німеччини. Потім було нелегке повоєнне дитинство без загиблого на фронті батька, який ніколи не бачив свого сина. Євген ріс як усі повоєнні діти, тільки на відміну від багатьох добре вчився і з дуже раннього віку мріяв стати артистом. Справжню любов до театру і перші професійні навички семирічному хлопчикові прищепив легендарний харків'янин Петро Львович Слонім, який керував драматичною студією першого в СРСР Палацу піонерів і школярів. Цілком природно, що, як і всі вихідці з цього дитячого театру, Євген мріяв вступити до Харківського театрального інституту. У 1962 році юнак постав перед приймальною комісією, до складу якої входили Валентина Чистякова, Лесь Сердюк і Роман Черкашин. Пройшовши складні відбіркові тури (на одне конкурсне місце претендували 80 абітурієнтів!), Євген стає студентом першого курсу за спеціалізацією «актор драматичного театру і кіно», яким керував відомий артист і педагог Яків Азімов. 
У 1966 закінчив Харківський театральний інститут (викладачі: О. Глаголін, В. Чистякова, Л. Тарабаринов), відтоді працював у Харківському академічному українському драматичному театрі імені Тараса Шевченка.
У 1966-му Євген прослуховується в театр, потрапити в який для вчорашнього студента вважалося найбільшою удачею. Фортуна широко посміхнулася йому, подарувавши немислимий шанс — стати артистом Харківського академічного (у ті роки єдиного в місті з таким статусом) драматичного театру ім. Т. Г. Шевченка. Другою удачею було призначення на роль капітана Скворцова у виставі «Шельменко-денщик», яка перейшла до артиста-початківця «у спадок» від видатного майстра української сцени Семена Кошачевського. Євген з перших репетицій і перших вдалих ролей на сцені перейнявся любов'ю до театру. Молодий актор тремтів від незрозумілого почуття, виходячи під оплески глядачів на уклін, стоячи в одному ряду з корифеями, яких вважав небожителями. До кінця своїх днів він зберігав глибоку повагу до цих людей, які залишалися в його пам'яті зразком натхненної майстерності.
Євген Плаксін був артистом безкрайніх можливостей, які дуже складно втиснути в рамки навіть кількох амплуа. Він мав рідкісний дар тонко відчувати жанрову природу і вміння збігатися із загальною інтонацією конкретної сценічної дії. Євгеном Фроловичем зіграно багато різнопланових ролей у виставах за п'єсами Г. Квітки-Основ'яненка, І. Франка, Л. Українки, Б. Брехта, М. Кропивницького, О. Чехова, В. Винниченка, В. Шекспіра… Глядачі любили його сценічних персонажів і чекали від актора нових творчих одкровень.
Впродовж багатьох років Євген Фролович був старшим викладачем кафедри майстерності актора Харківської державної академії культури, його вихованці успішно працюють у театрах України та за кордоном. Ще зі студентської лави Євген Фролович був жаданий як Дід Мороз Харкова. Практично з 1962 по 2020 роки його Дід Мороз був беззмінним героєм головних міських новорічних заходів, змінивши на своєму віку понад п'ять сотень найкрасивіших Снігуроньок. Крім того, Плаксін був беззмінним ведучим великих державних концертів, у яких брали участь Марк Бернес, Євгенія Мірошниченко, Тетяна Шмига, Анатолій Солов'яненко, Махмуд Есамбаєв, Софія Ротару та багато інших діячів радянської естради. 
15 лютого 2011 року, під час засідання комітету з економічних реформ у Харкові, з Віктором Януковичем стався конфуз. Ведучий, Євген Плаксін назвав Януковича «Віктором Ющенком». Сам Янукович відреагував на курйоз з посмішкою.
12 жовтня 2020 року, після швидкоплинного запалення легенів, що виник внаслідок коронавірусу, на 76-му році життя помер заслужений артист України Євген Плаксін, який п'ять із половиною десятиліть вірою і правдою служив сцені Харківського академічного драматичного театру ім. Т. Г. Шевченка.

## Театральні роботи
- Війт — «Украдене щастя» Іван Франко, режисер-постановник — Ігор Борис.
- Йосип Прокопович Опецьковський — «Шельменко-денщик» Григорій Квітка-Основ'яненко, режисер — Василь Василько.
- Павло Григорович Кровель — «Жениха викликали» Андрій Іванов, постановка — О. Русов.
- Лікар — «Примадонни» Кен Людвіґ, режисер — Олександр Аркадін-Школьнік.
- Григорій Степанович Смирнов, поміщик, у сцені «Ведмідь» — «22 поцілунки, 4 млості та 1 мігрень» А. Чехов, режисер — В. Тиккє.
- Аладдін — «Султан» Марина Дреганова, постановка — Олег Русов.
- Король — «Принцеса і свинопас» за однойменною казкою Г. Х. Андерсена, постановка — Олег Русов.
- Іван Кузьмич Шпекін, поштмейстер — «РеVIзоР. Містична комедія» Микола Гоголь. Переклад Остапа Вишні. Режисер-постановник — Юрій Одинокий
- Костянтин — «Осінні квіти» О. Погребінська, режисер — Александр Балабан[8].
- Егей — «Сон літньої ночі» В.Шекспір. Постановка та музичне оформлення — Андрій Бакіров.
- Товариш Пеструхін — «Зойчина квартира» М.Булгаков, Переклад Ольги Байбак. Режисер — Олександр Аркадін-Школьнік.
- Хор стариків — «Картотека» Тадеуш Ружевіч. Переклад з польської Василя Сагана. Режисер-постановник — Анджей Щитко.
- Вінченцо — «Приборкання норовливої» Вільям Шекспір. Переклад Юрія Лісняка. Постановка — Олег Русов.